# Palazzo Doria-Pamphilj

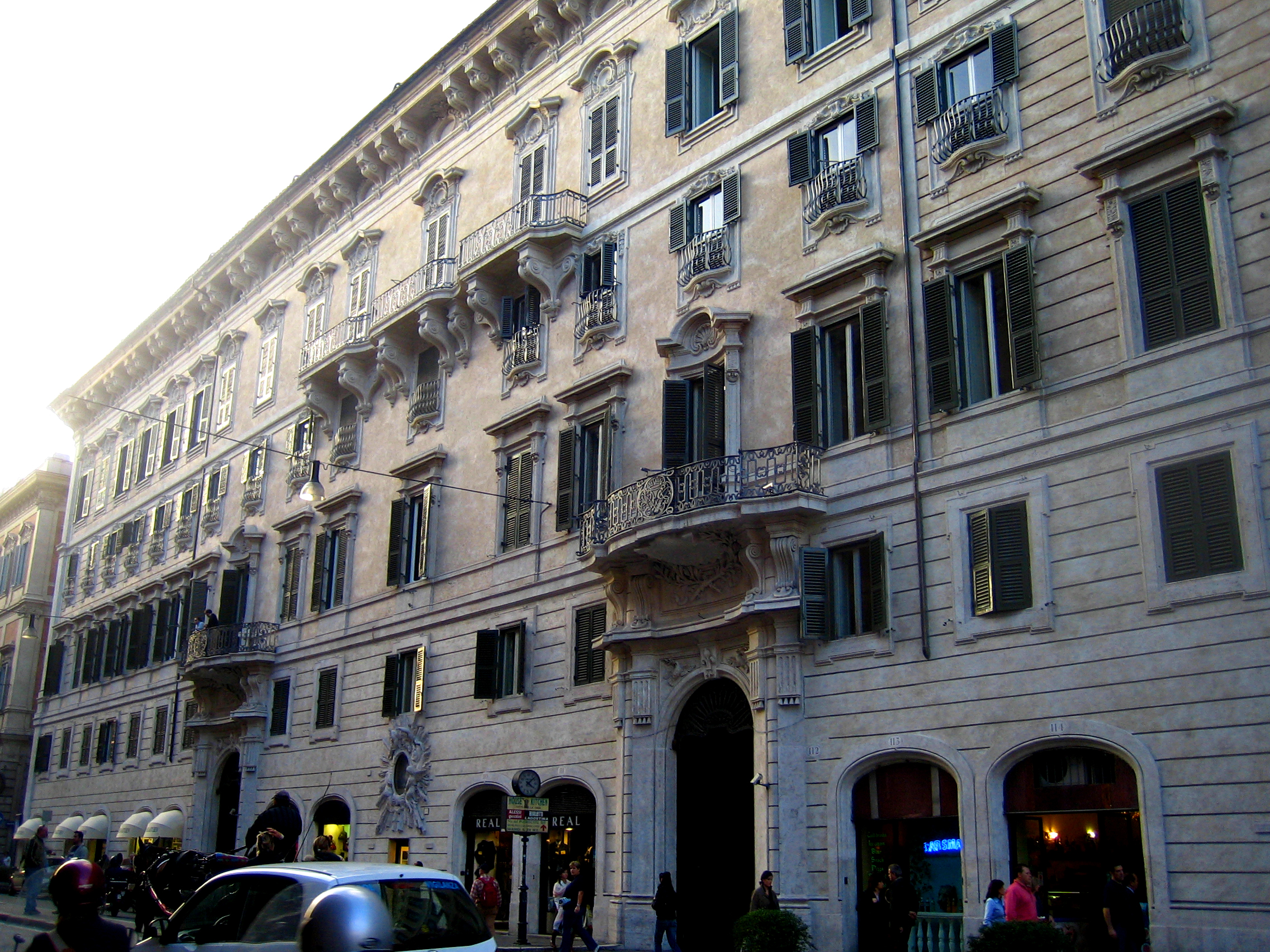
Fassade des Palazzo Doria-Pamphili an der Via del Plebiscito

Der Palazzo Doria-Pamphilj ist ein Palast in Rom. Er liegt zwischen der Via del Corso, der Piazza del Collegio Romano, der Via della Gatta und der Via del Plebiscito. Heute ist es ein Kunstmuseum.

## Geschichte

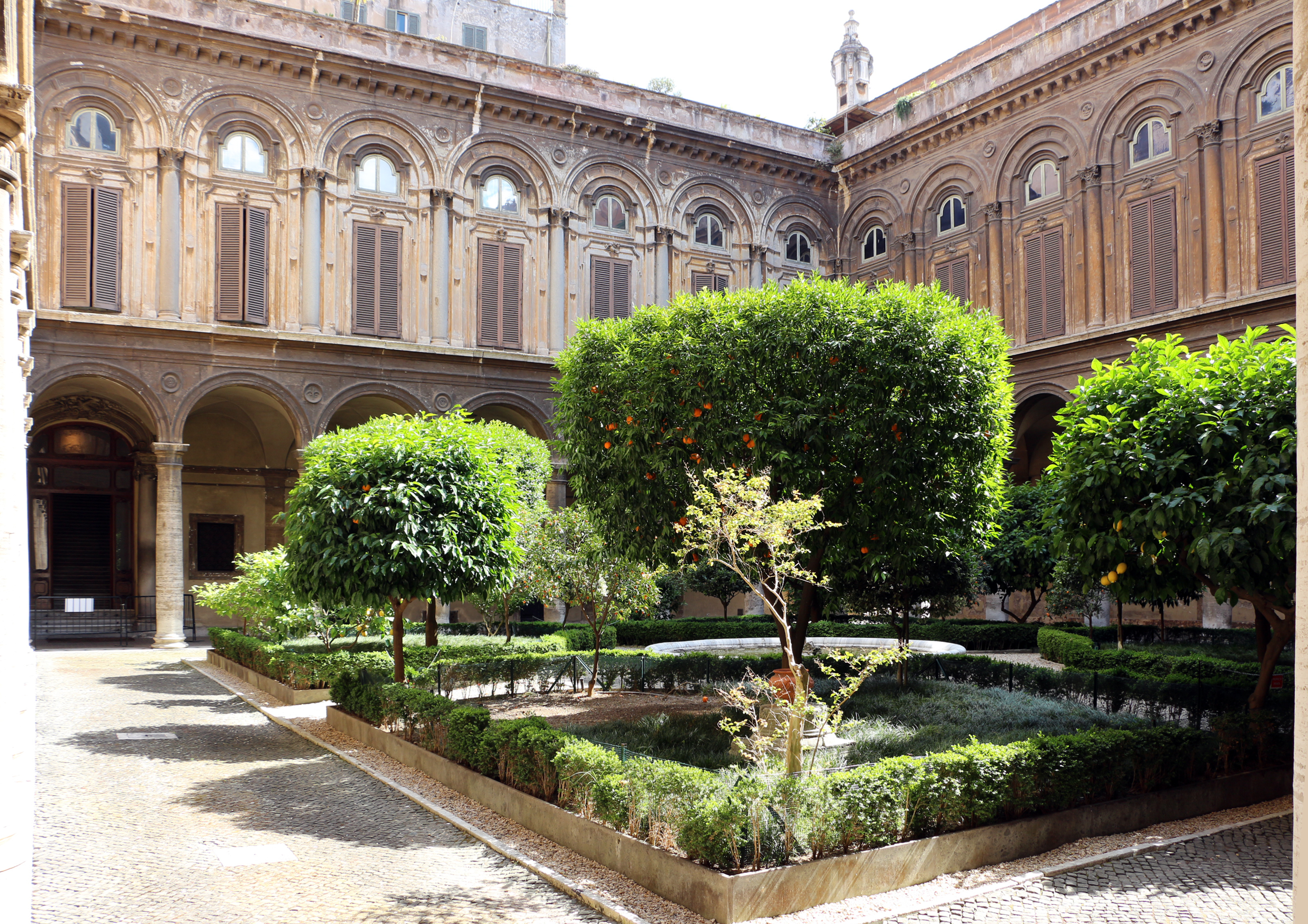
Innenhof (cortile d’onore)

Der ursprüngliche Kern des Palastes wurde in der ersten Hälfte des 15. Jahrhunderts für Kardinal Niccolò d’Acciapaccio erbaut. Auf ihn folgte als Eigentümer Kardinal Fazio Giovanni Santori († 1510), der ihn noch zu Lebzeiten an Papst Julius II. abtrat, welcher das Gebäude seinem Neffen Francesco Maria I. della Rovere schenkte. Auf ihn folgte die Familie Aldobrandini, 1647 kam der Palast durch Heirat an die Familie Pamphilj und 1671 wiederum durch Heirat an die aus Genua stammende Familie Doria, die ihn nach Plänen von Carlo Maderno vergrößerte und zum größten bewohnten Palast in Rom machte. Größer als manche Königsschlösser in Europa, ist er weiterhin Residenz der Adelsfamilie und beherbergt eine wertvolle Sammlung von Gemälden und Kunstgegenständen, die sogenannte Galleria Doria Pamphilj, die der Öffentlichkeit zugänglich ist.

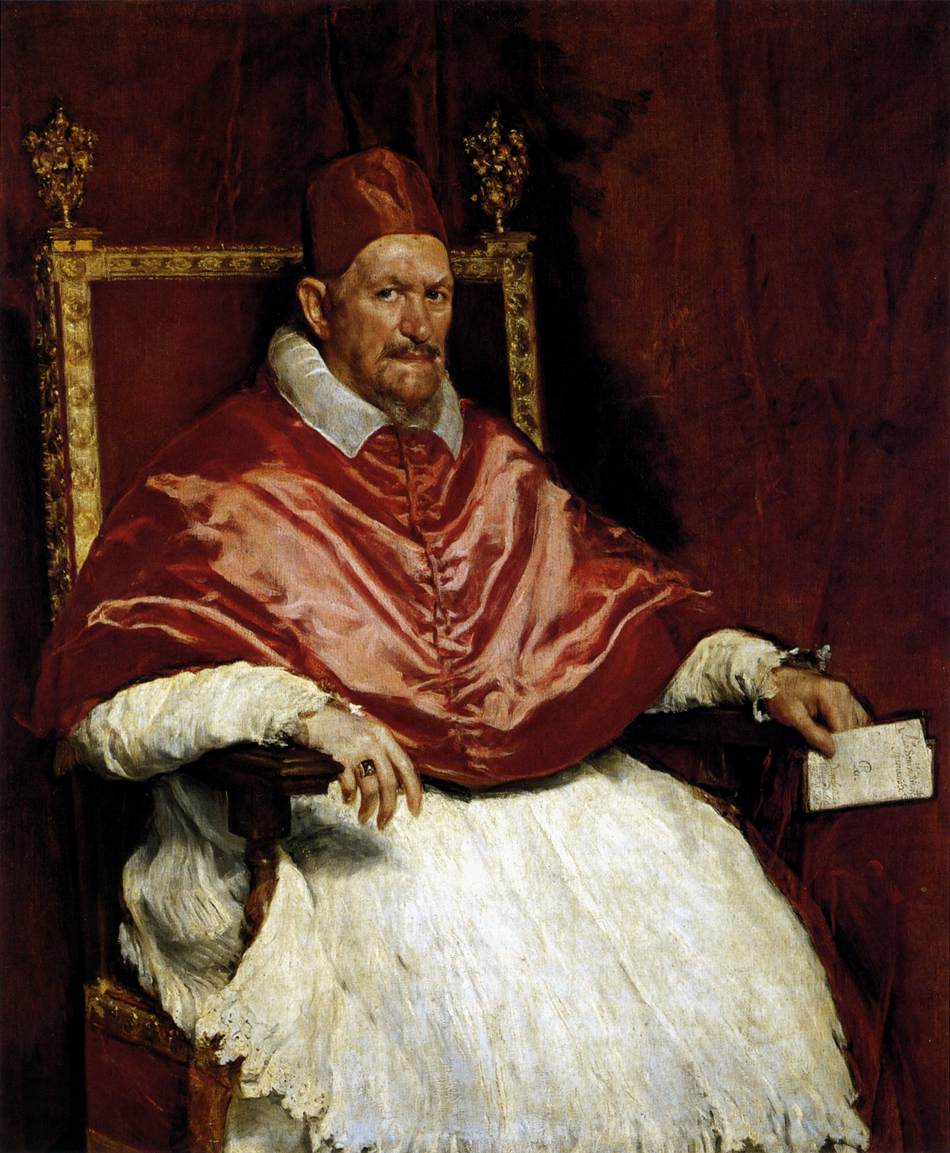
Papst Innozenz X. Pamphilj, von Velázquez

Die Geschichte der Doria-Pamphilj ist das Ergebnis von verschiedenen Allianzen zwischen Adelsfamilien aus allen Teilen Italiens. Zu den bekanntesten Mitgliedern der Familie zählen der Admiral Andrea Doria und der Papst Innozenz X. Pamphilj. Dessen berühmtes Bildnis, gemalt von Velázquez, hängt im Palast. Es wurde im Heiligen Jahr 1650 von Olimpia Maidalchini, der Schwägerin des Papstes, in Auftrag gegeben, die seine enge Vertraute und Ratgeberin und nach Meinung einzelner angeblich auch seine Geliebte war. Auch hatte sie mit ihrem Einfluss seine Wahl 1644 erheblich gefördert. 1927 wurde ein kleiner Raum geschaffen, der ausschließlich Papst Innozenz X. gewidmet ist, und wo das Bild von Velázquez sowie eine Porträtbüste von Gian Lorenzo Bernini ausgestellt sind. Der spanische Maler wird dafür gerühmt, in genialer Weise die Gratwanderung zwischen Schmeichelei und Realismus zu meistern; so lässt er den Pamphilj-Papst in lockerem Selbstbewusstsein thronen und zugleich den Betrachter eiskalt anblicken. Der Papst soll das Bild mit den Worten „troppo vero“ („allzu wahr“) kommentiert haben.
Der Sohn von Olimpia Maidalchini, Camillo Pamphilj, war das nächste Objekt ihres Ehrgeizes. Der 22-jährige wurde sofort nach Beginn des Pontifikats von seinem Onkel zum General der päpstlichen Armee ernannt und in den Kampf gegen die Familie Farnese um das Herzogtum Castro geschickt. Außerdem wurde er zum Kardinal berufen, was nach den Regeln des Nepotismus damals üblich war. Doch zum Ärger seiner Mutter, die auch ihn schon auf dem Weg zum Heiligen Stuhl sah, trat er 1647 von seinen kirchlichen Ämtern zurück und heiratete die junge Witwe Olimpia Aldobrandini. Sie brachte ihm den damaligen Palazzo Aldobrandini als Erbteil ein, dazu die Kunstsammlung Aldobrandini. 
Nach einer Zeit des Exils in der Campagna Romana, um die Konfrontation mit dem Papst und Olimpia Maidalchini zu vermeiden, nahm das Paar seinen ständigen Wohnsitz im Palazzo, den Camillo ab 1654 großzügig erweiterte. Es wurden benachbarte Häuser und ein Kloster aufgekauft und abgerissen. Als Architekt für das Projekt wurde Antonio Del Grande beauftragt. Die Fassade zur Via del Corso wurde von Gabriele Valvassori 1730–1735 realisiert. Nach dem Tod von Camillo Pamphilj 1666 wurde der Bau von seinen Söhnen Giovanni Battista, dem Erben, und dem Kardinal Benedetto Pamphilj weiterbetrieben. Auf den Letzteren, bekannt für sein Mäzenatentum, gehen weitere Teile der Gemäldesammlung (sowie ihre barocke Hängung) und die Kapelle, die nach den Plänen Carlo Fontanas eingebaut wurde, zurück. Benedetto schuf auch Oratorienlibretti, Sonette und weltliche Kantatentexte, die er teils selbst vertonte, teils durch den jungen Georg Friedrich Händel vertonen ließ, der hier Hauskonzerte leitete.

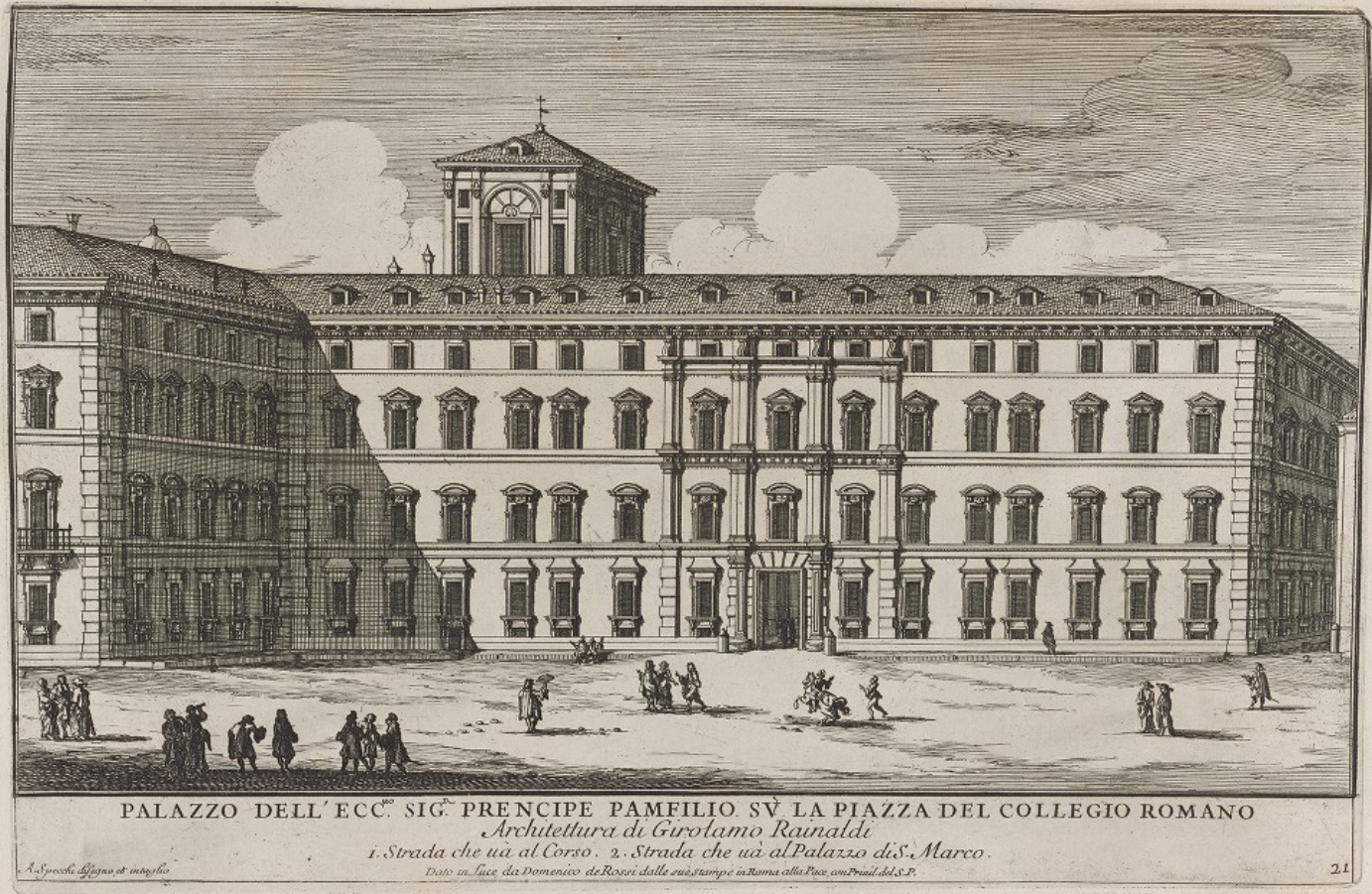
Der Palazzo Doria-Pamphilj 1699

Eine der Töchter Camillos und Olimpias, Anna Pamphilj, heiratete 1671 den Genueser Aristokraten Giovanni Andrea III. Doria-Landi. Ihre Nachkommen erbten den Palast, als der römische Zweig der Familie Pamphilj 1760 mit Giovanni Battistas jüngstem Sohn Girolamo (1678–1760) ausstarb. 1763 nahm Fürst Andrea IV. den bis heute gültigen Namen Doria–Pamphilj–Landi an. 1767 wurden die Decken der repräsentativen Räume im barocken Stil freskiert, wie sie sich heute noch zeigen. Aus der Kirche San Salvatore delle Coppelle wurden 1782 bei den baulichen Veränderungen dort Säulen in den Palast verbracht.
Das Fürstenhaus Doria-Pamphilj-Landi ist im Jahre 2000 mit Donna Orietta, einziger Tochter des Fürsten Filippo Doria-Pamphilj-Landi, erloschen. Donna Orietta und ihr englischer Ehemann Don Frank George Pogson taten viel für die Restaurierung der Sammlung und des Palastes. Nach ihrem Ausscheiden übernahmen die Leitung der Sammlung ihre englischstämmigen Adoptivkinder Don Jonathan und Donna Gesine Pogson Doria Pamphilj, die auch im Palast wohnen.
Die Galleria Doria Pamphilj enthält über die barocken Säle mit Mobiliar und Innendekorationen hinaus eine der bedeutendsten privaten Kunstsammlungen in Rom mit zahlreichen Gemälden alter Meister, u. a. von Raffael, Lorenzo Lotto, Parmigianino, Jacopo Bassano, Tintoretto, Caravaggio, Memling, Jan van Scorel, Jan Brueghel d. Ä., Annibale Carracci, Domenichino, Guercino, Domenico Fetti, Mattia Preti, Jusepe de Ribera, Claude Lorrain, Poussin, Gaspar van Wittel. Der besondere Reiz der Bildersammlung liegt in der historischen Hängung in originalen Schauräumen des 17. und 18. Jahrhunderts. Daneben sind antike und barocke Skulpturen und Büsten zu sehen.
Der Palast ist nicht zu verwechseln mit dem Palazzo Pamphilj, der sich ebenfalls in Rom an der Piazza Navona befindet und als brasilianische Botschaft dient. Ein weiterer Palazzo Doria-Pamphilj, ebenfalls von Camillo Pamphilj erbaut, steht in Valmontone in der Metropolitanstadt Rom.

## Räume

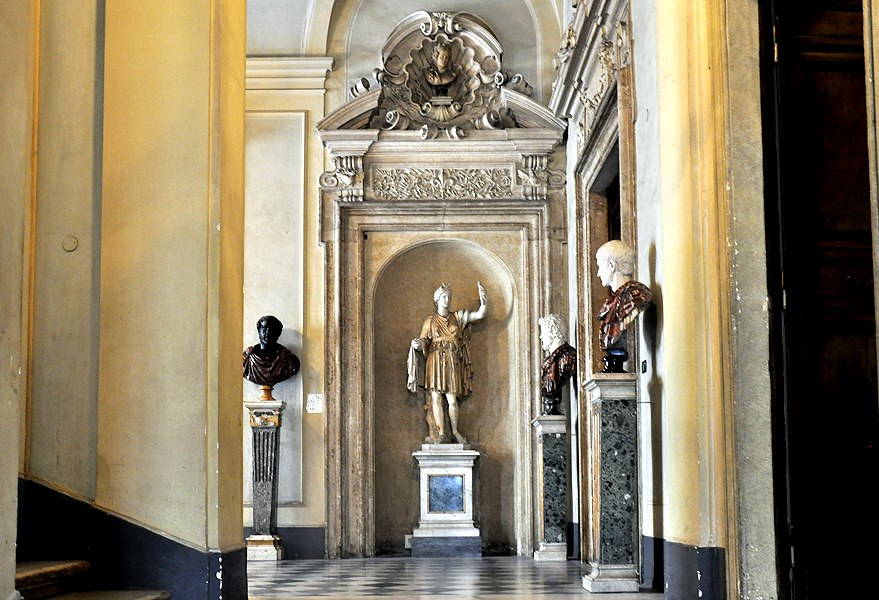
Vestibül
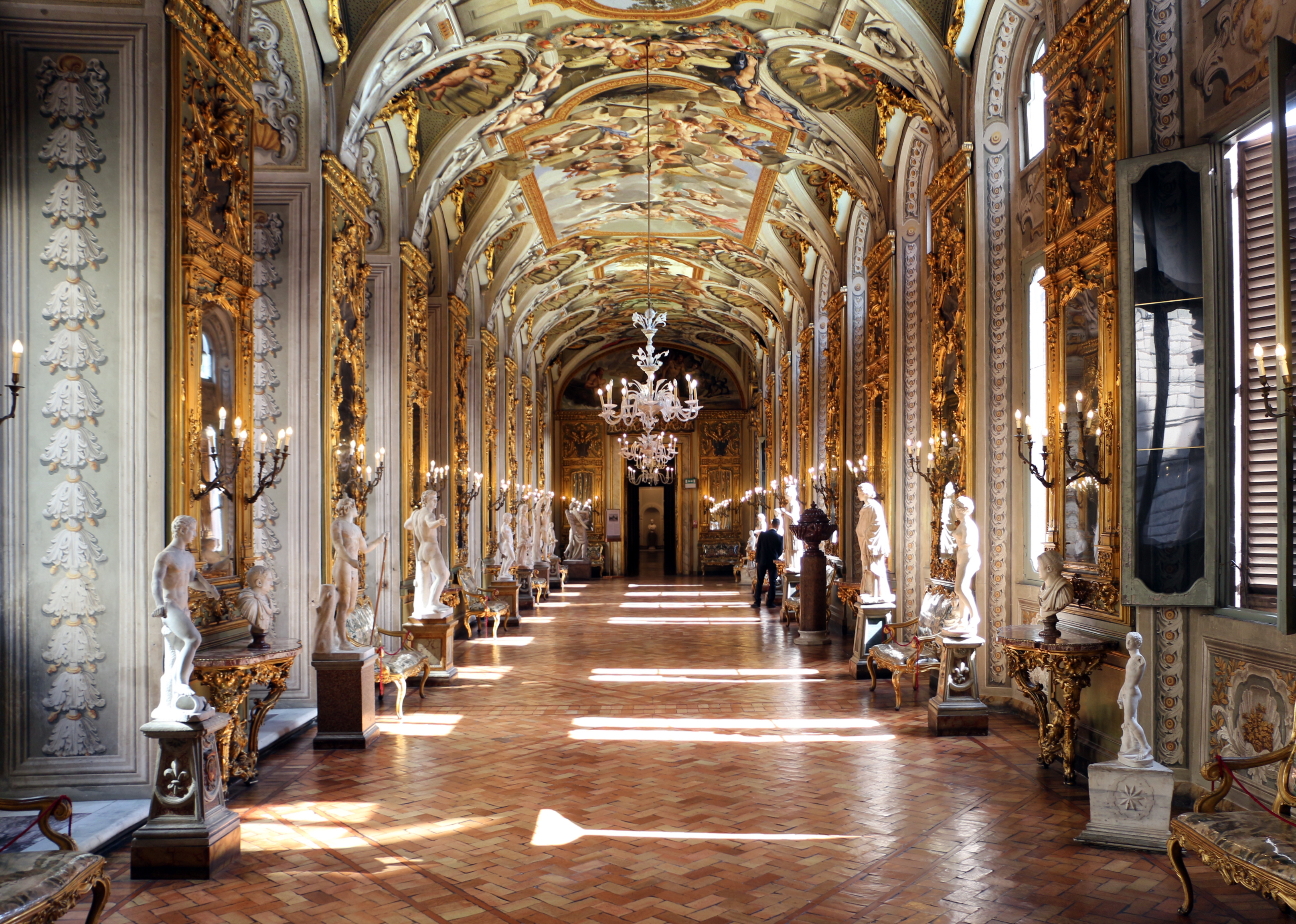
Spiegelgalerie (galleria degli specchi)
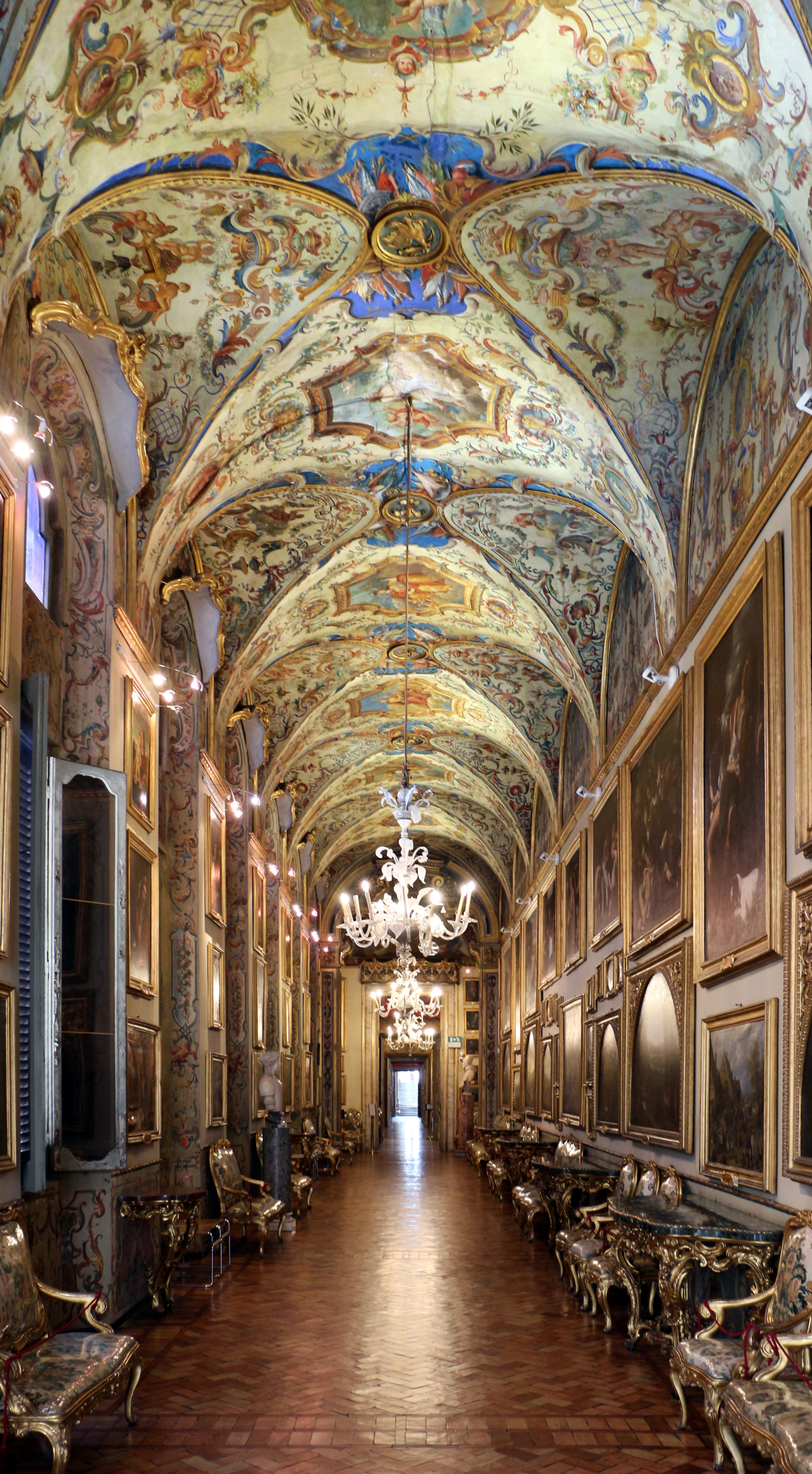
Galleria Aldobrandini
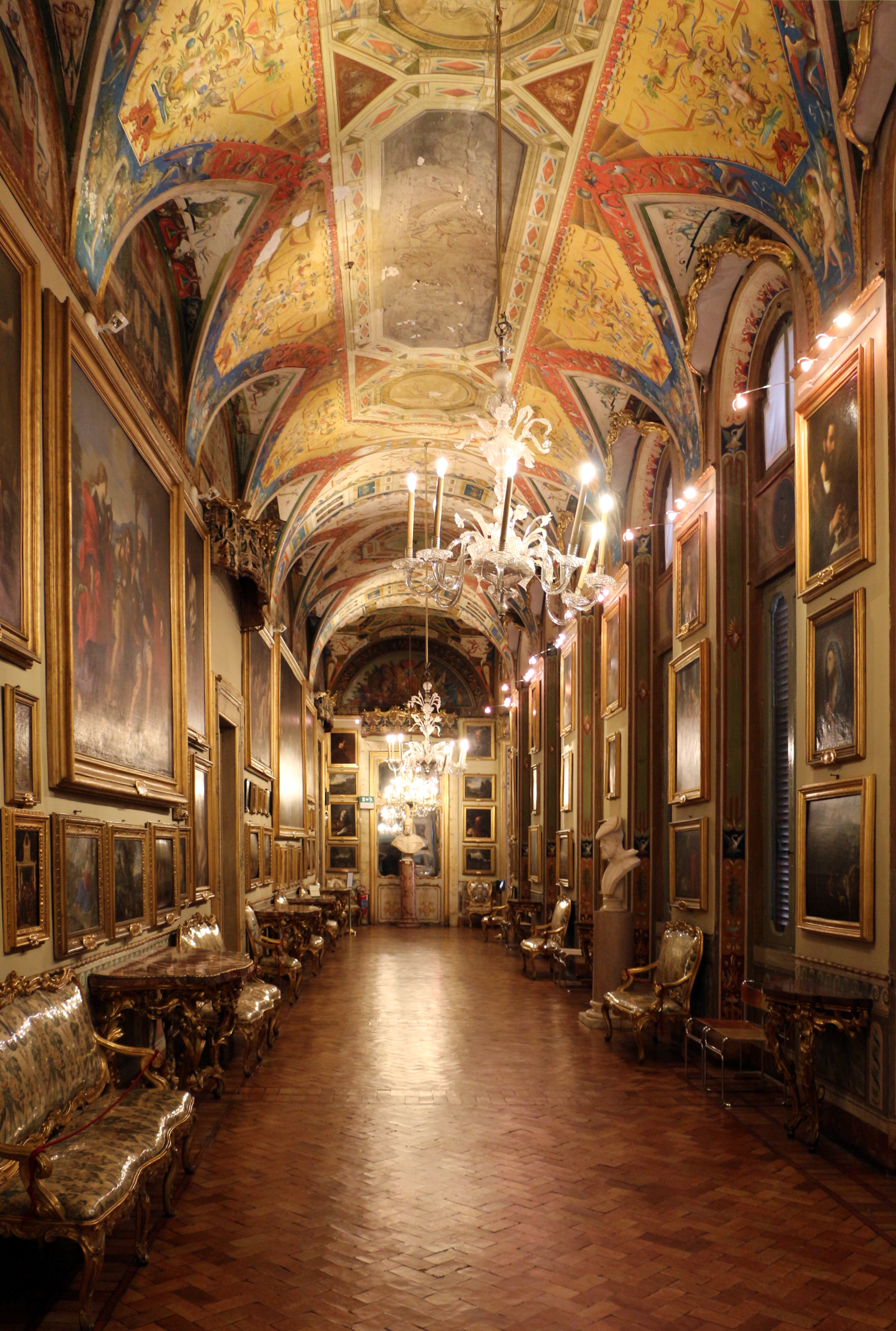
Galleria Doria
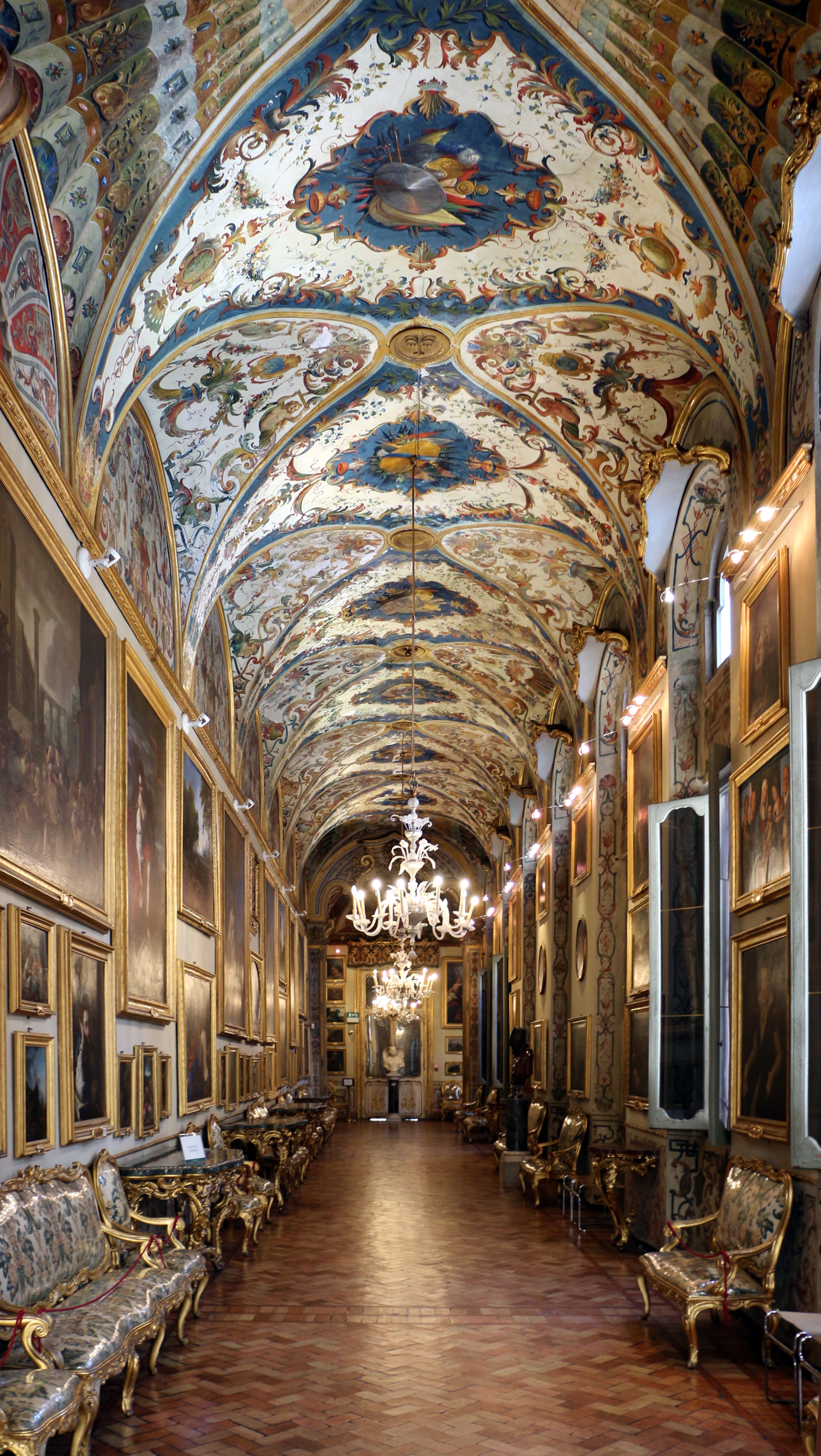
Galleria Pamphilj
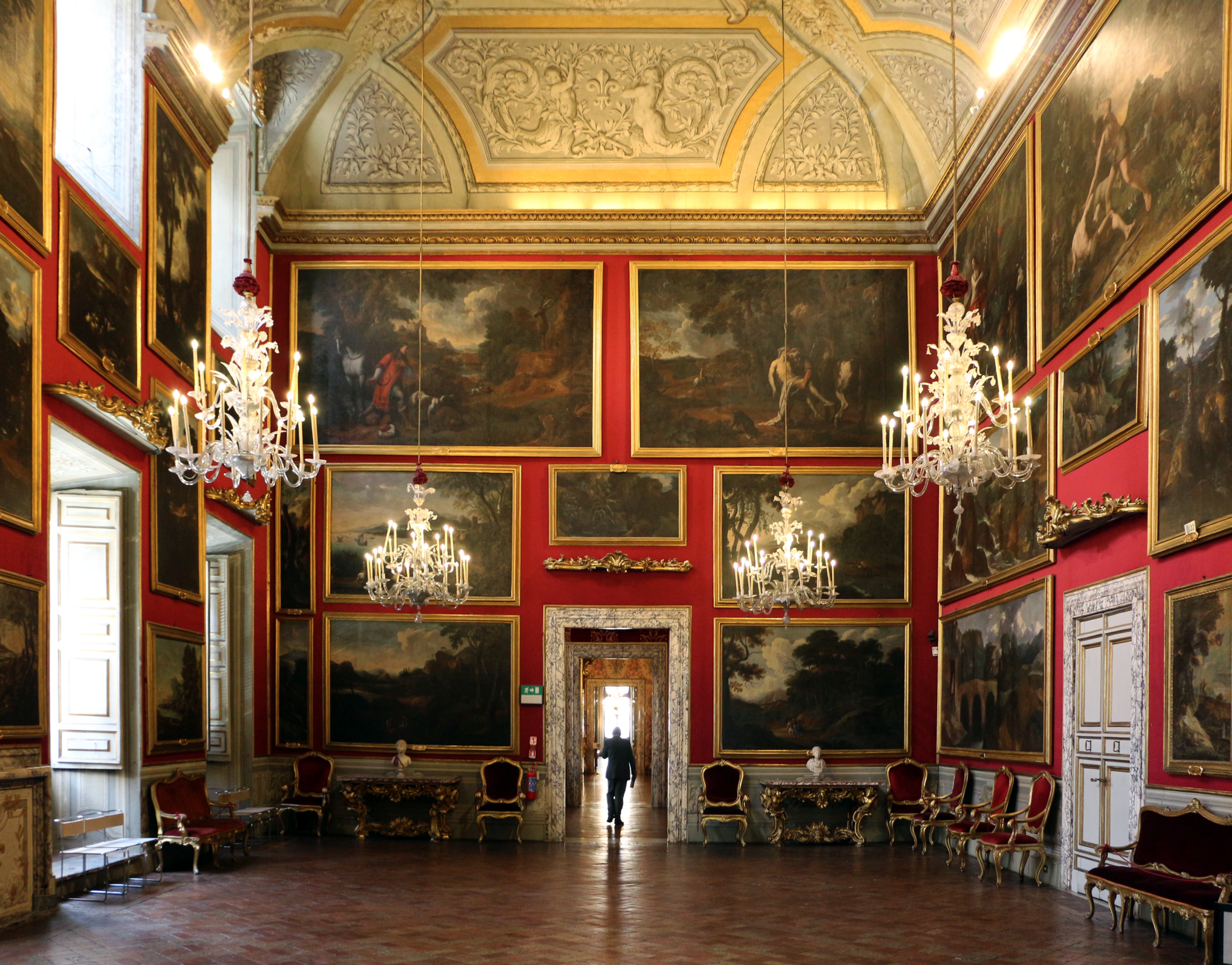
Saal des Poussin (sala del Pussino)
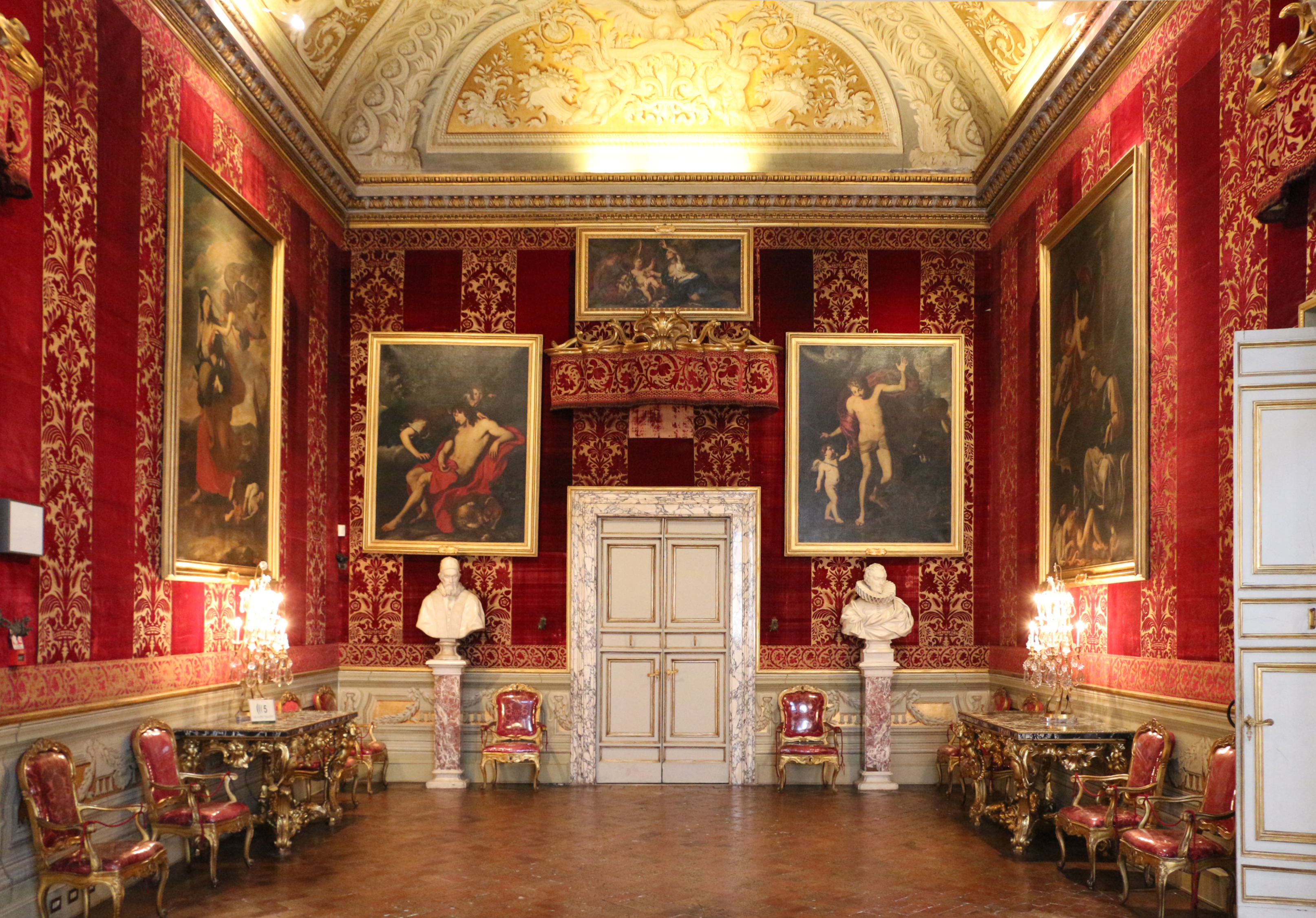
sala dei velluti
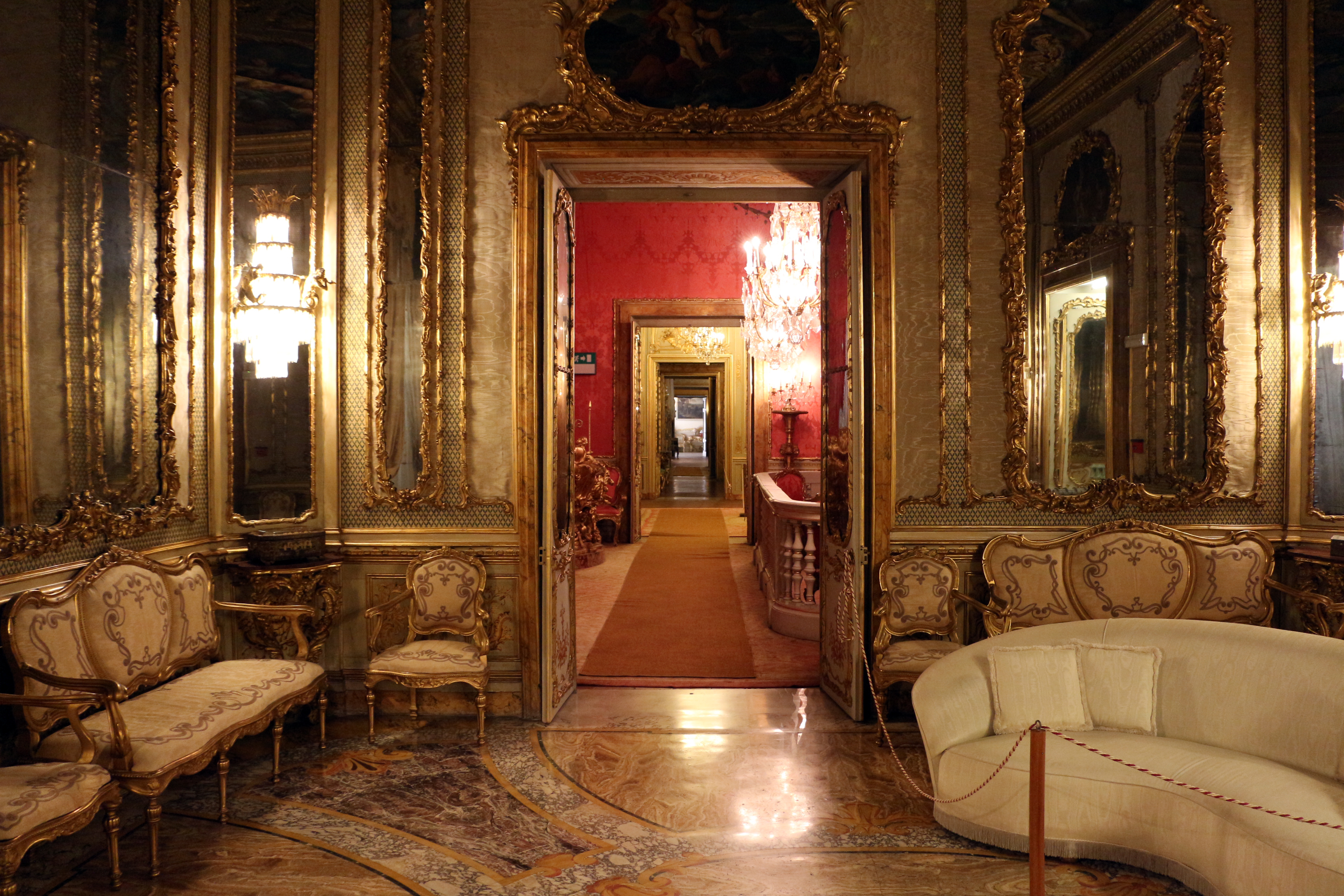
Enfilade
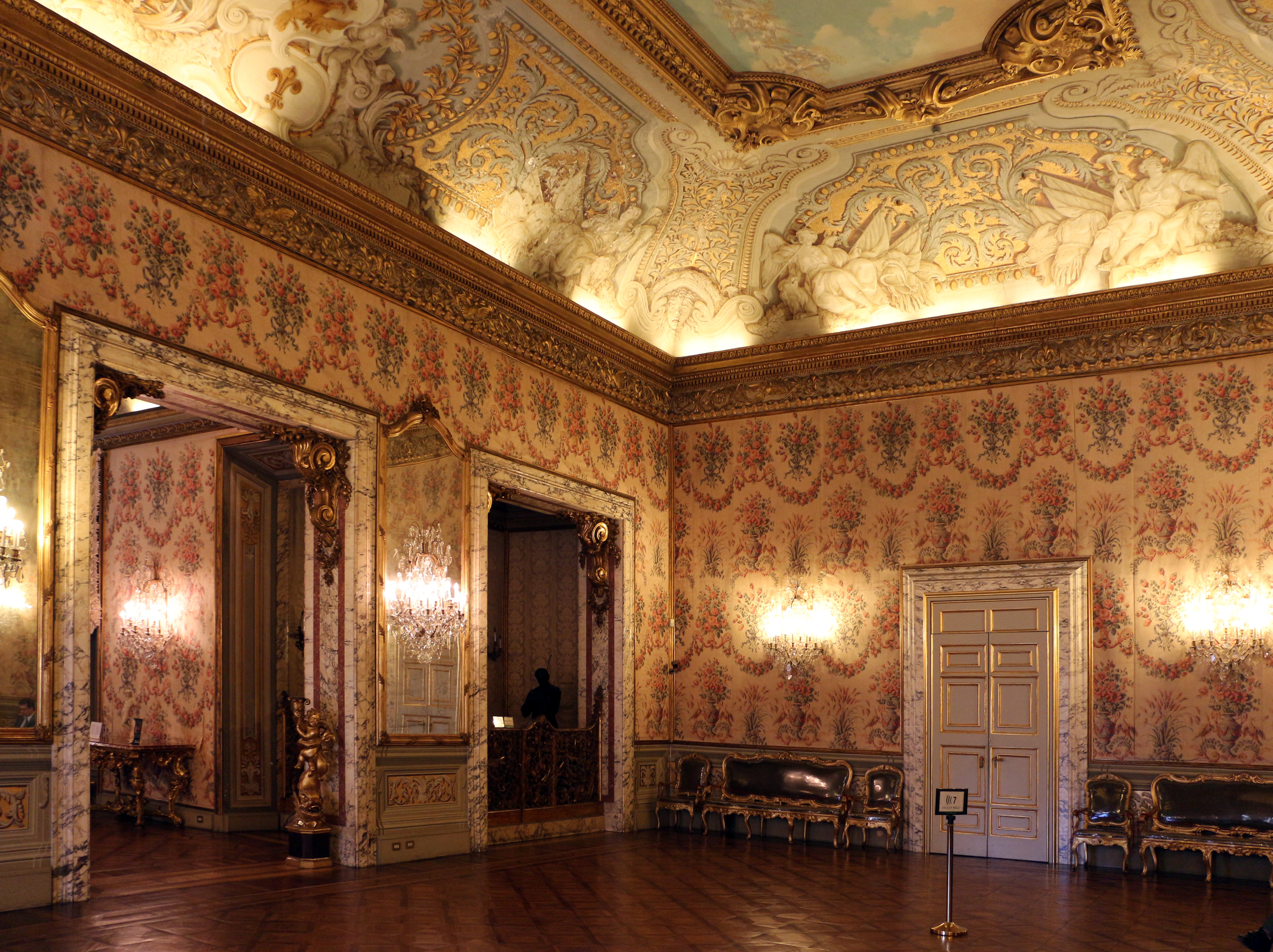
Ballsaal
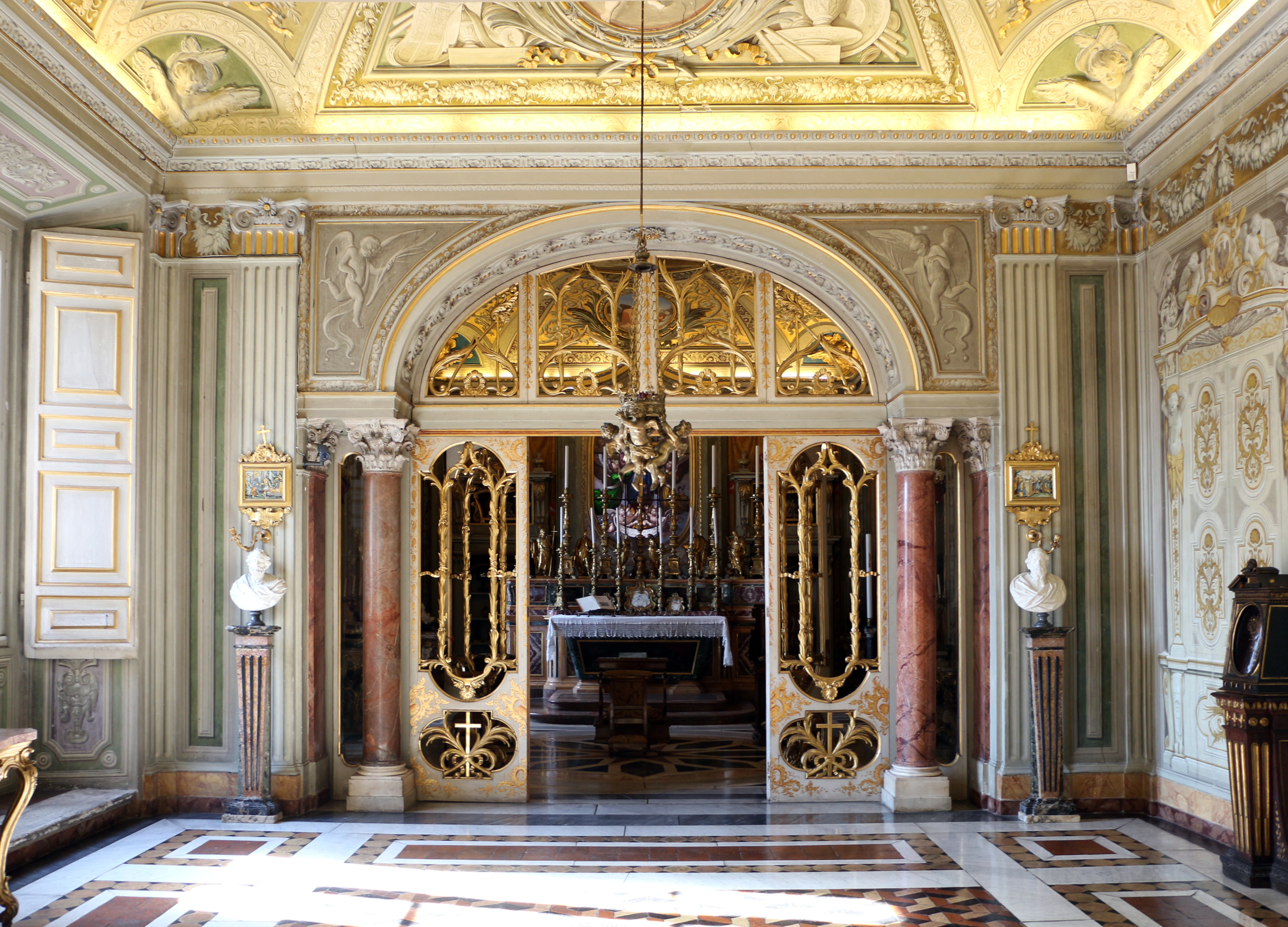
Kapelle (von Carlo Fontana)
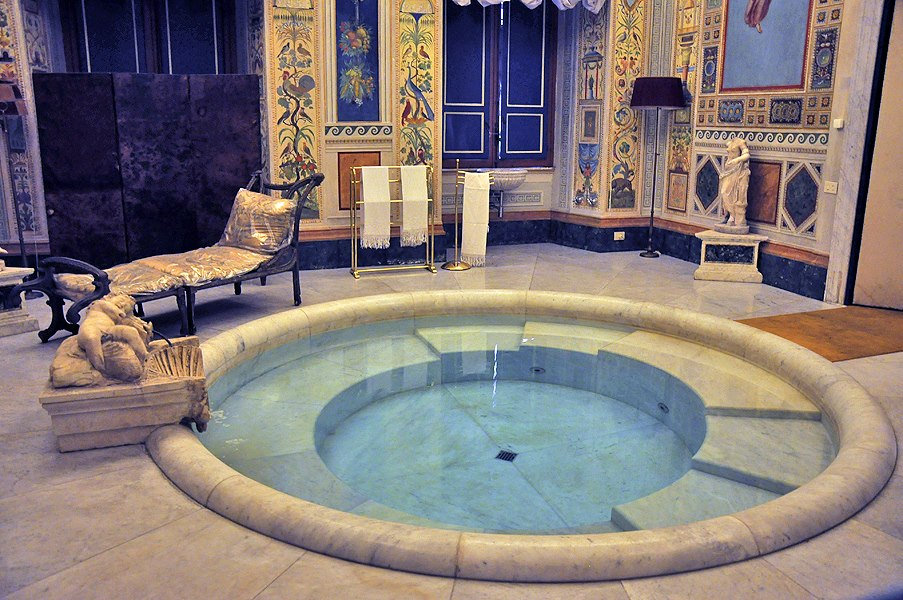
Dianabad
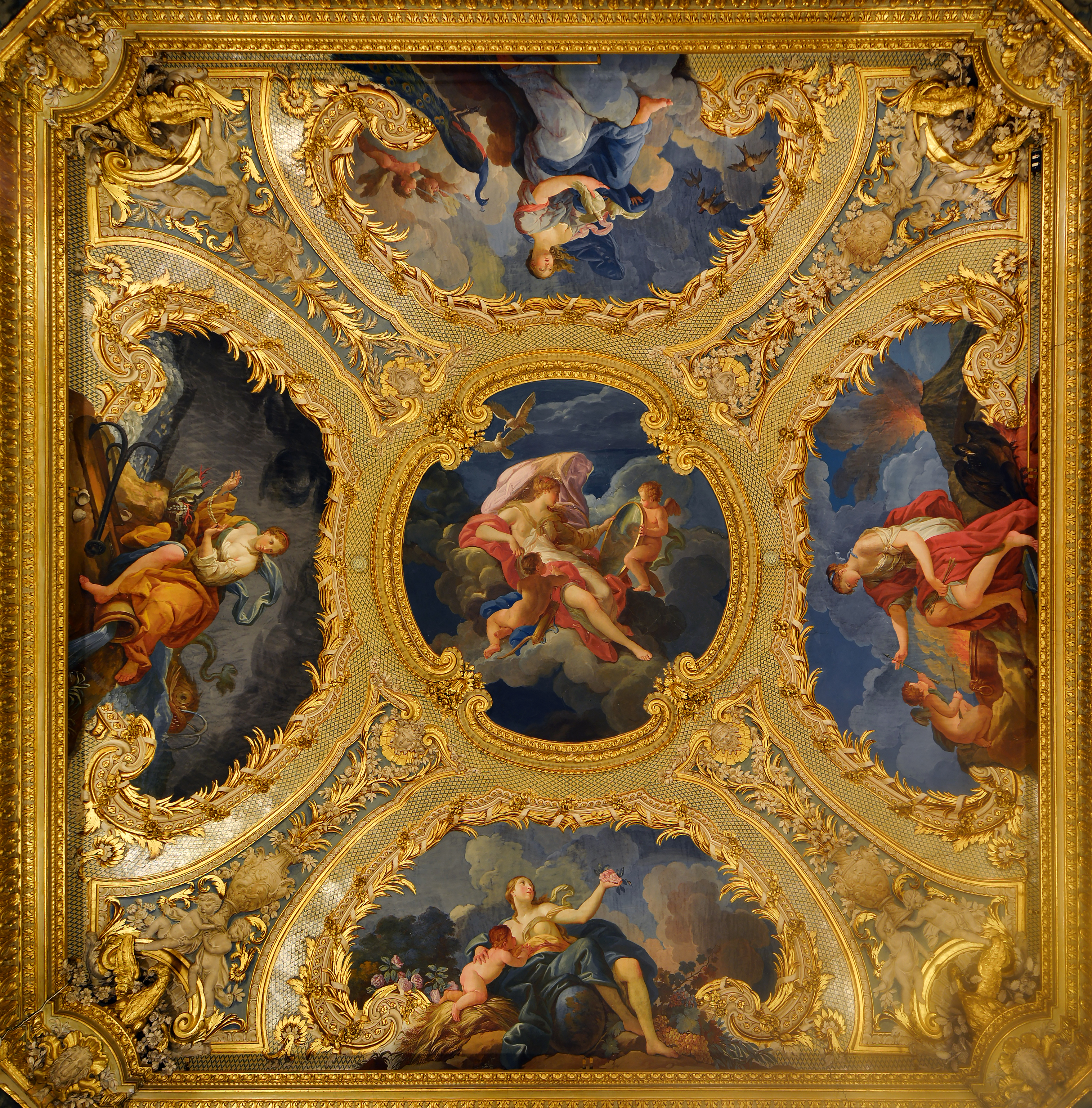
Decke im Badezimmer der Venus
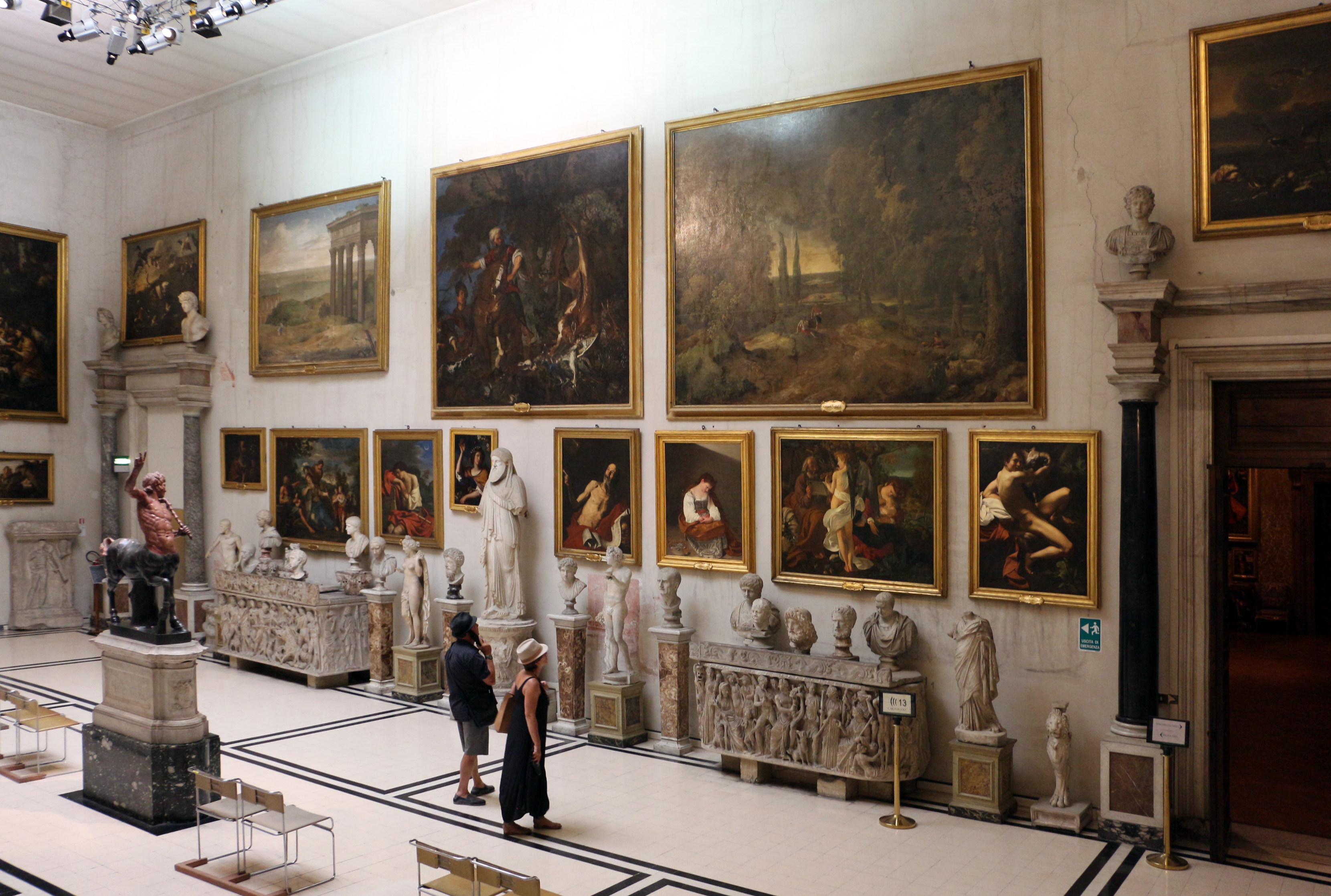
Die Sala Aldobrandini mit Gemälden und antiken Skulpturen

## Kunstwerke

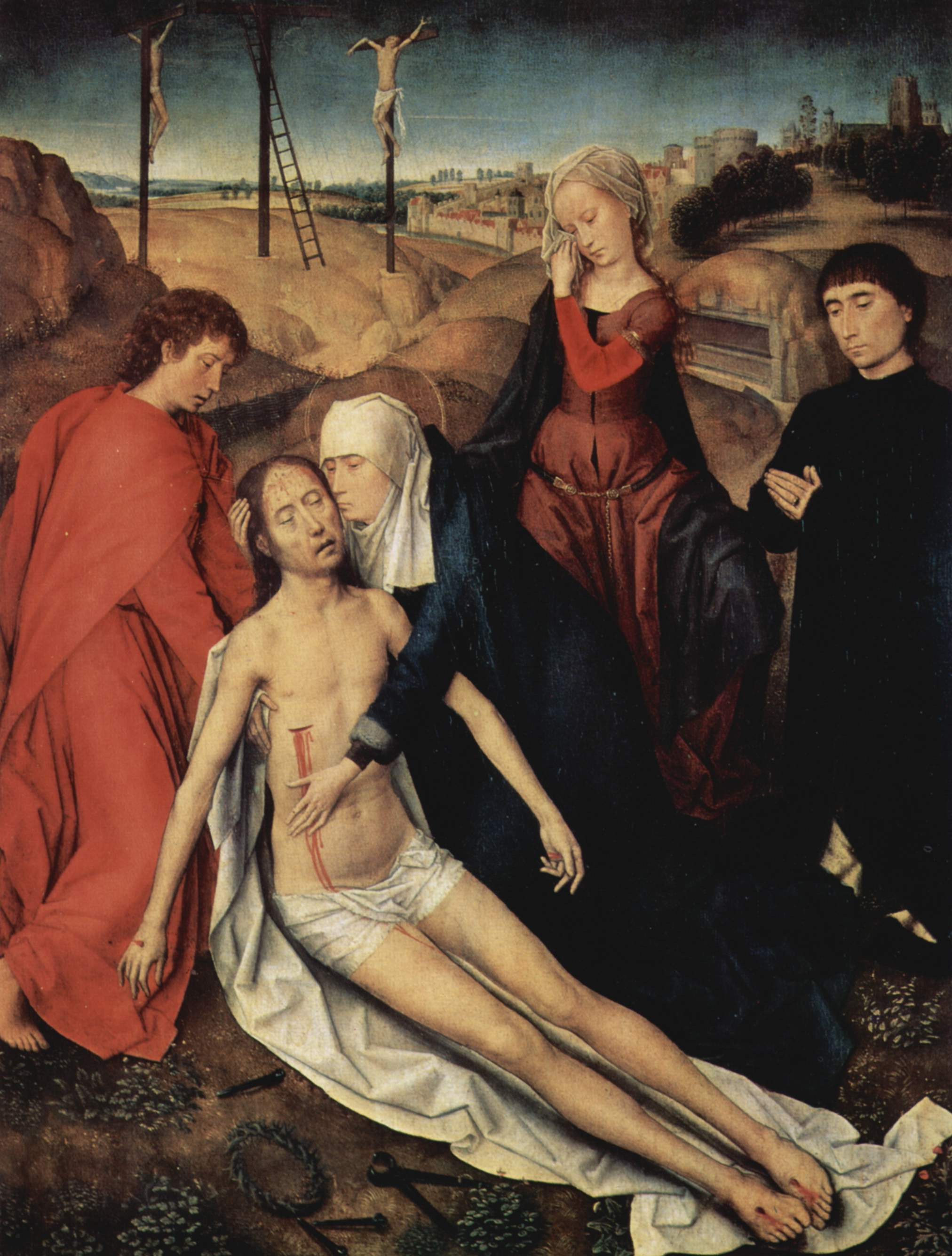
Hans Memling: Beweinung Christi mit Stiftern
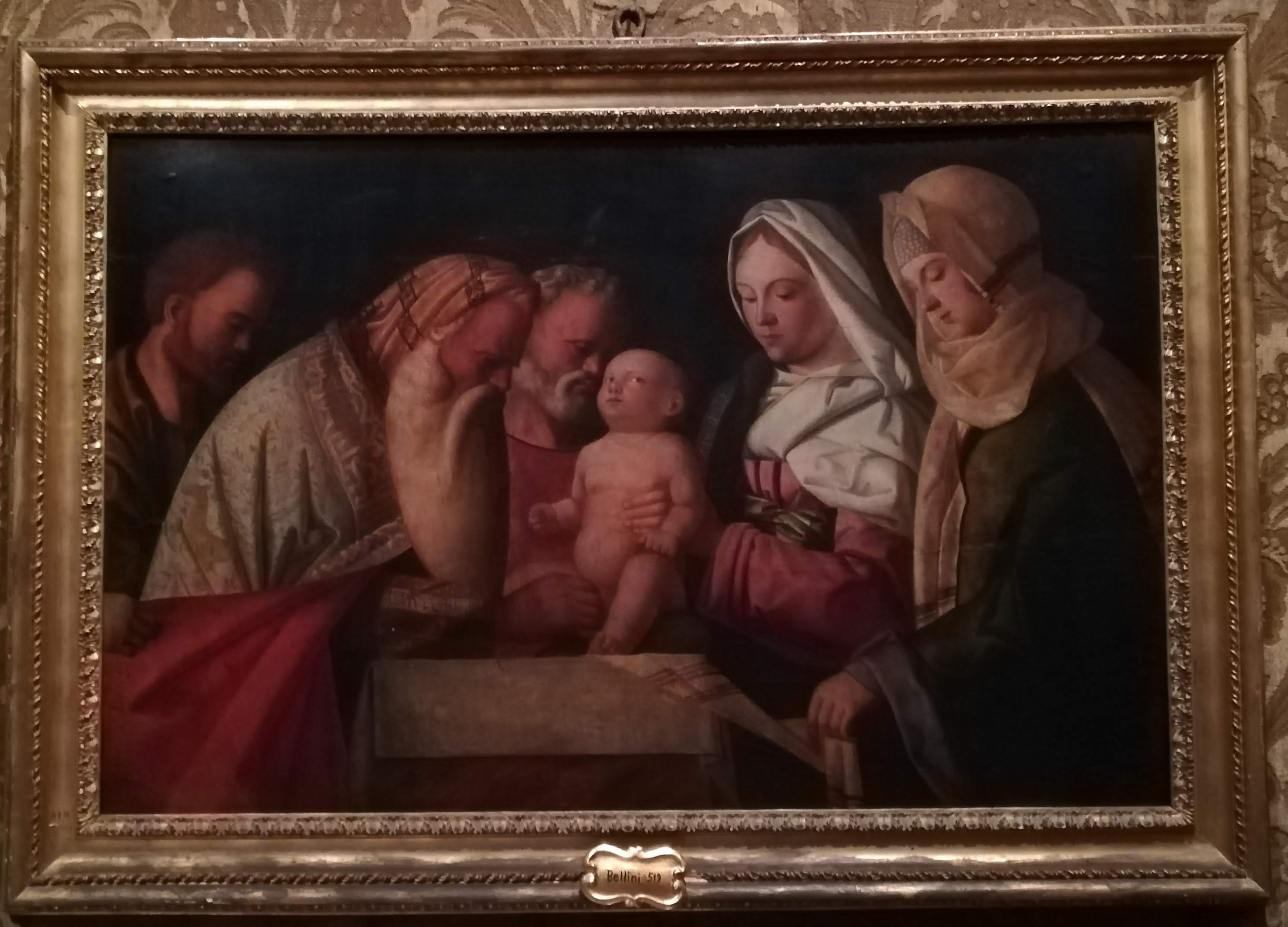
Giovanni Bellini: Beschneidung Christi
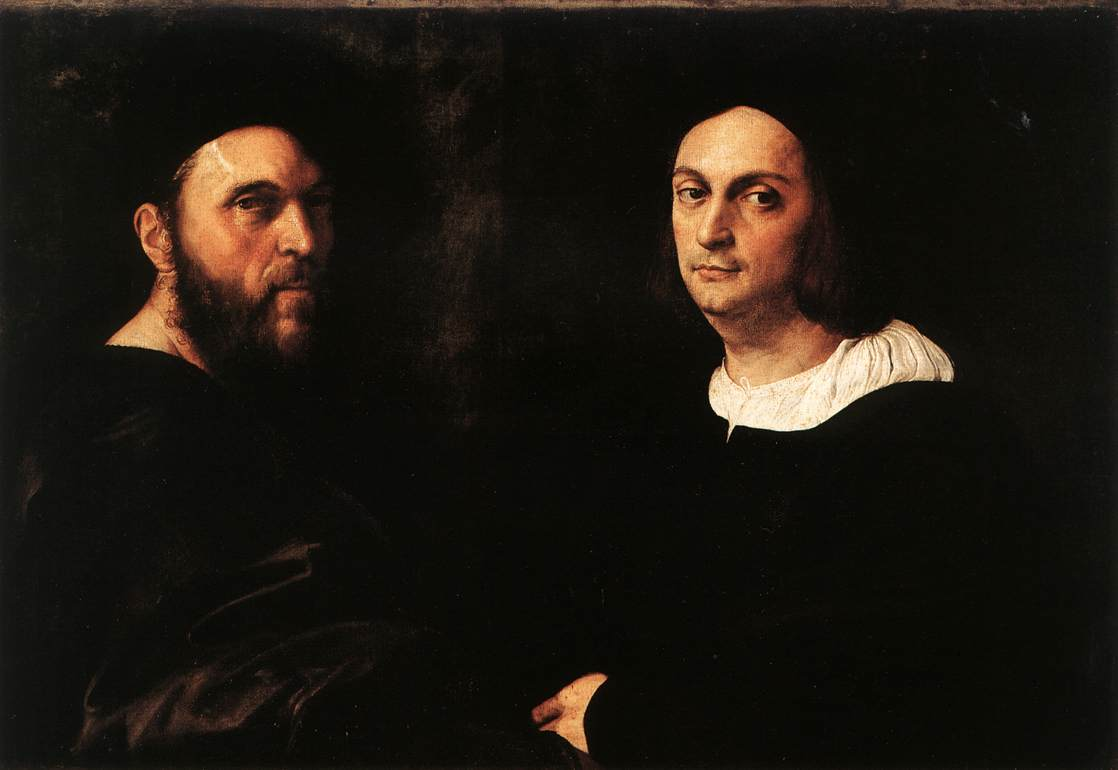
Raffael: Doppelporträt
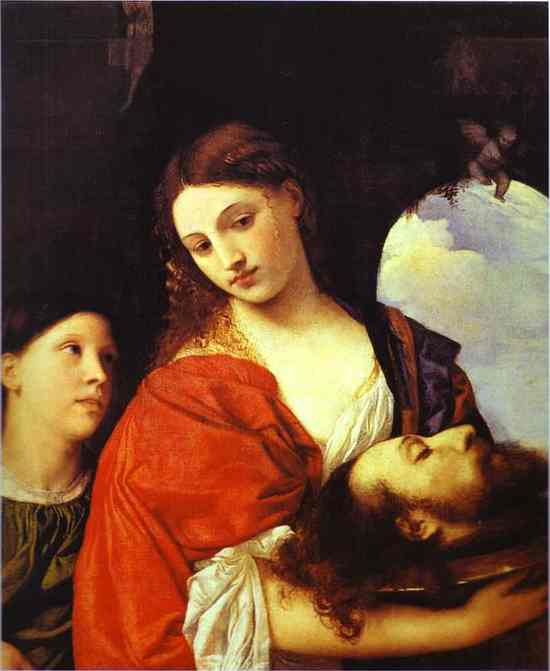
Tizian: Salomé mit dem Haupt des Täufers, nach 1510
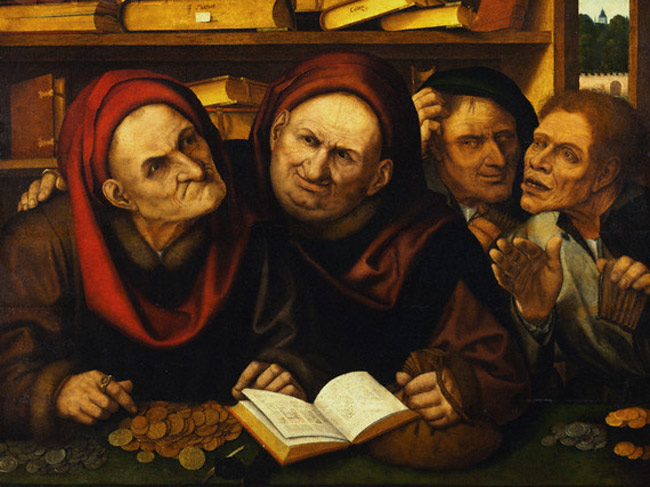
Quentin Massys: Die Geldverleiher, 1520
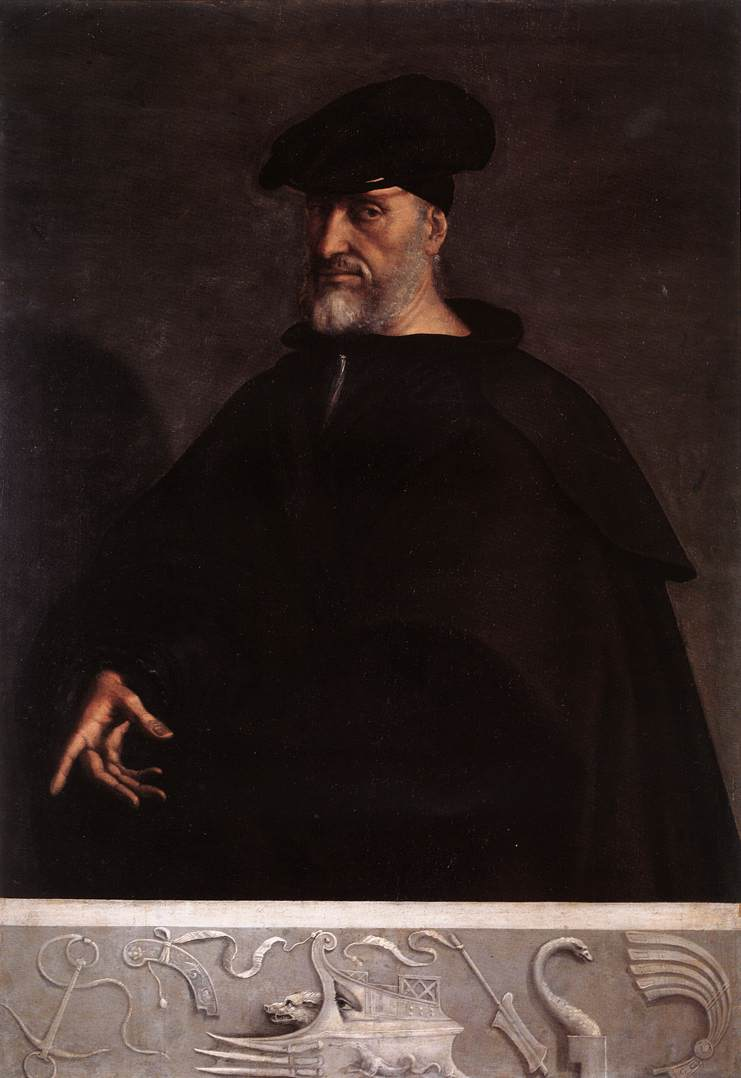
Sebastiano del Piombo: Bildnis des Andrea Doria, 1526
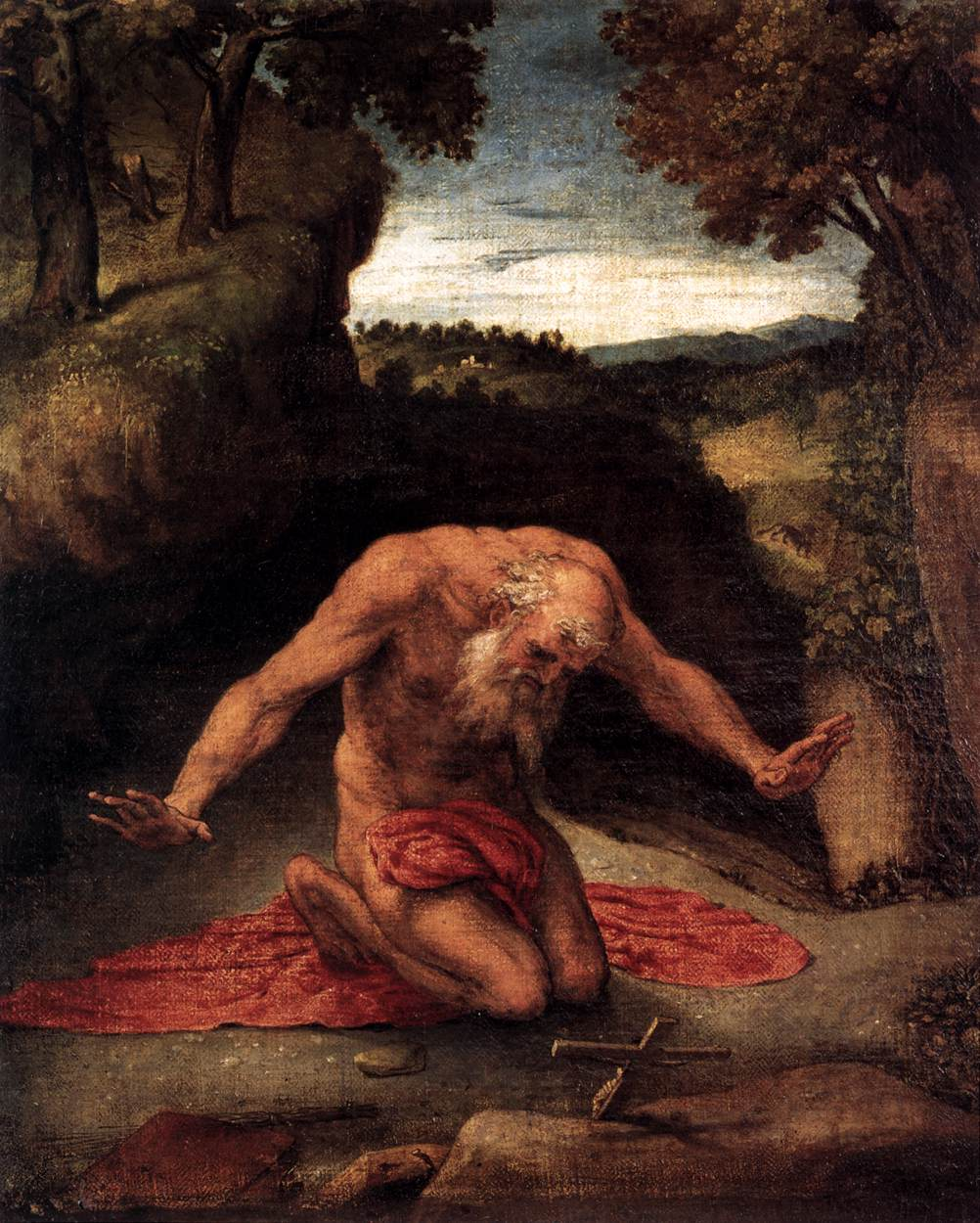
Lorenzo Lotto: Heiliger Hieronymus, 1544
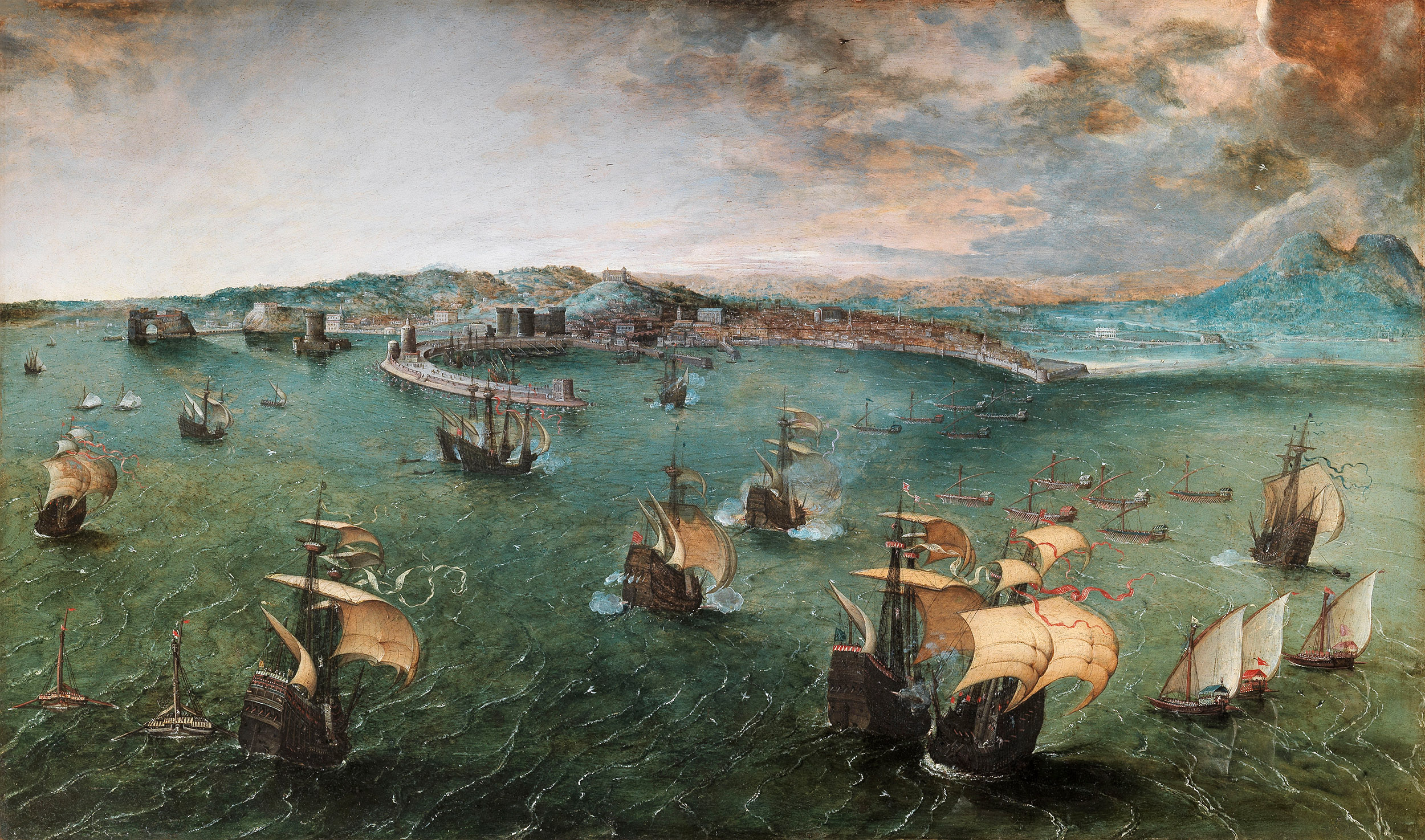
Pieter Bruegel der Ältere: Die Bucht von Neapel, ca. 1563
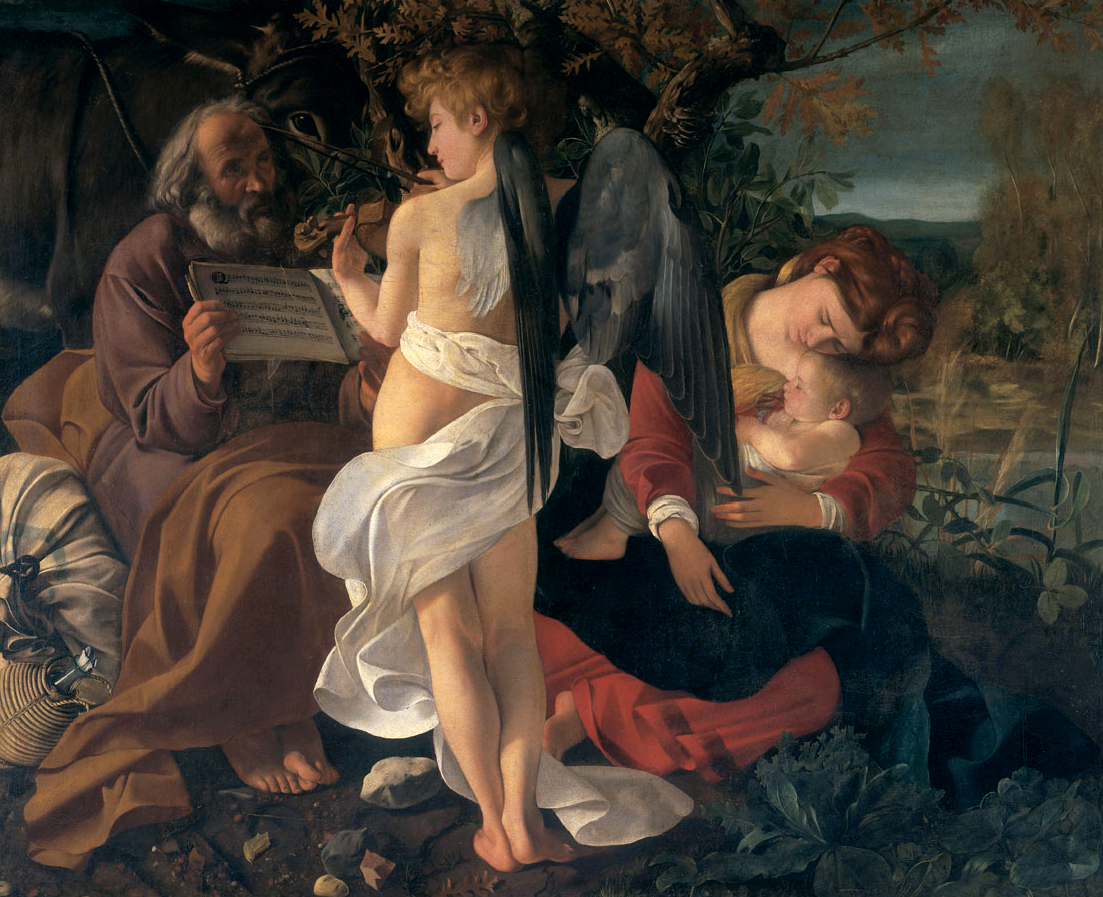
Caravaggio: Ruhe auf der Flucht nach Ägypten, 1594/96
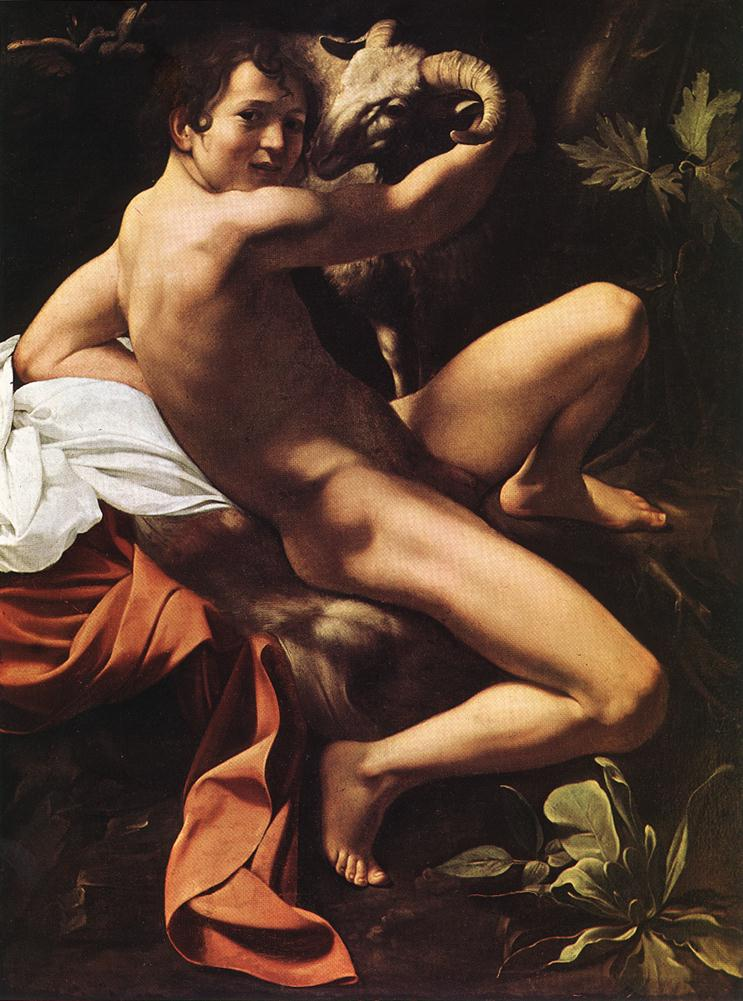
Caravaggio: Johannes der Täufer, ca. 1602
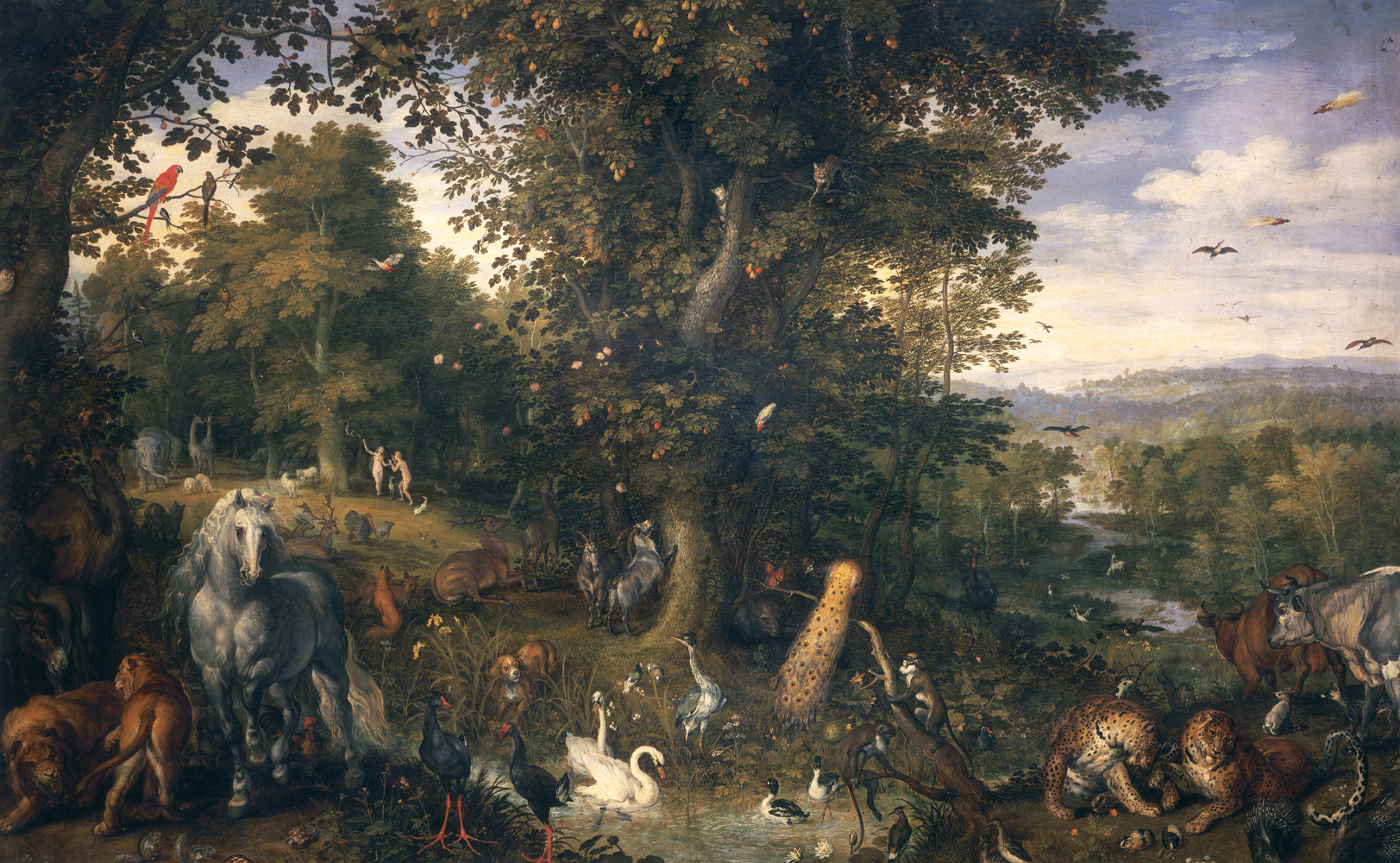
Jan Brueghel der Ältere: Paradies mit Ursünde, 1612
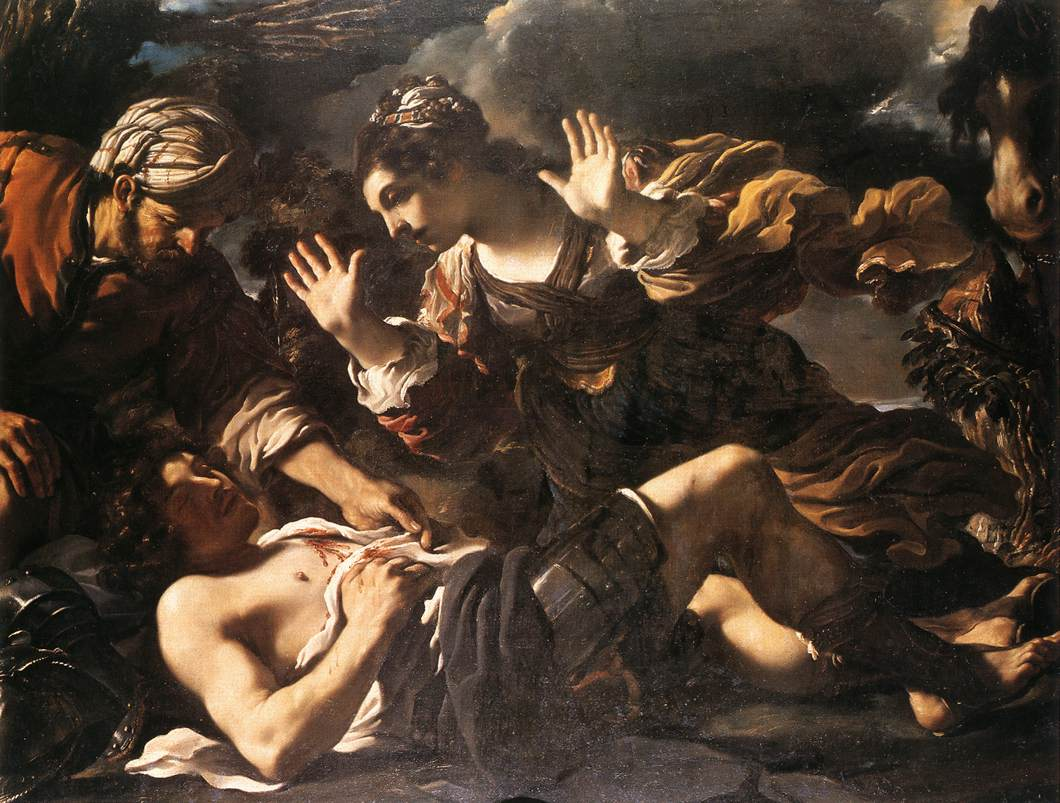
Guercino: Erminia findet den verwundeten Tankred, um 1619
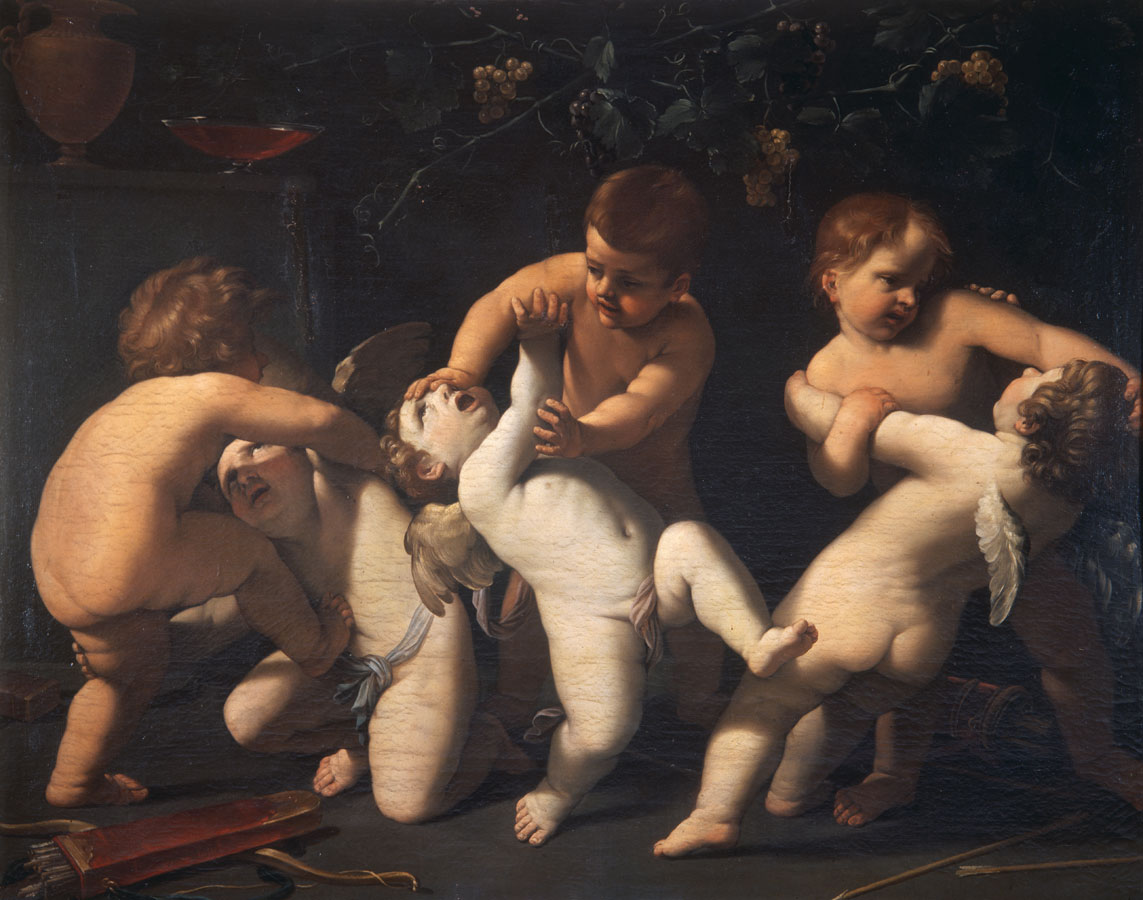
Guido Reni: Kämpfende Putti, um 1625
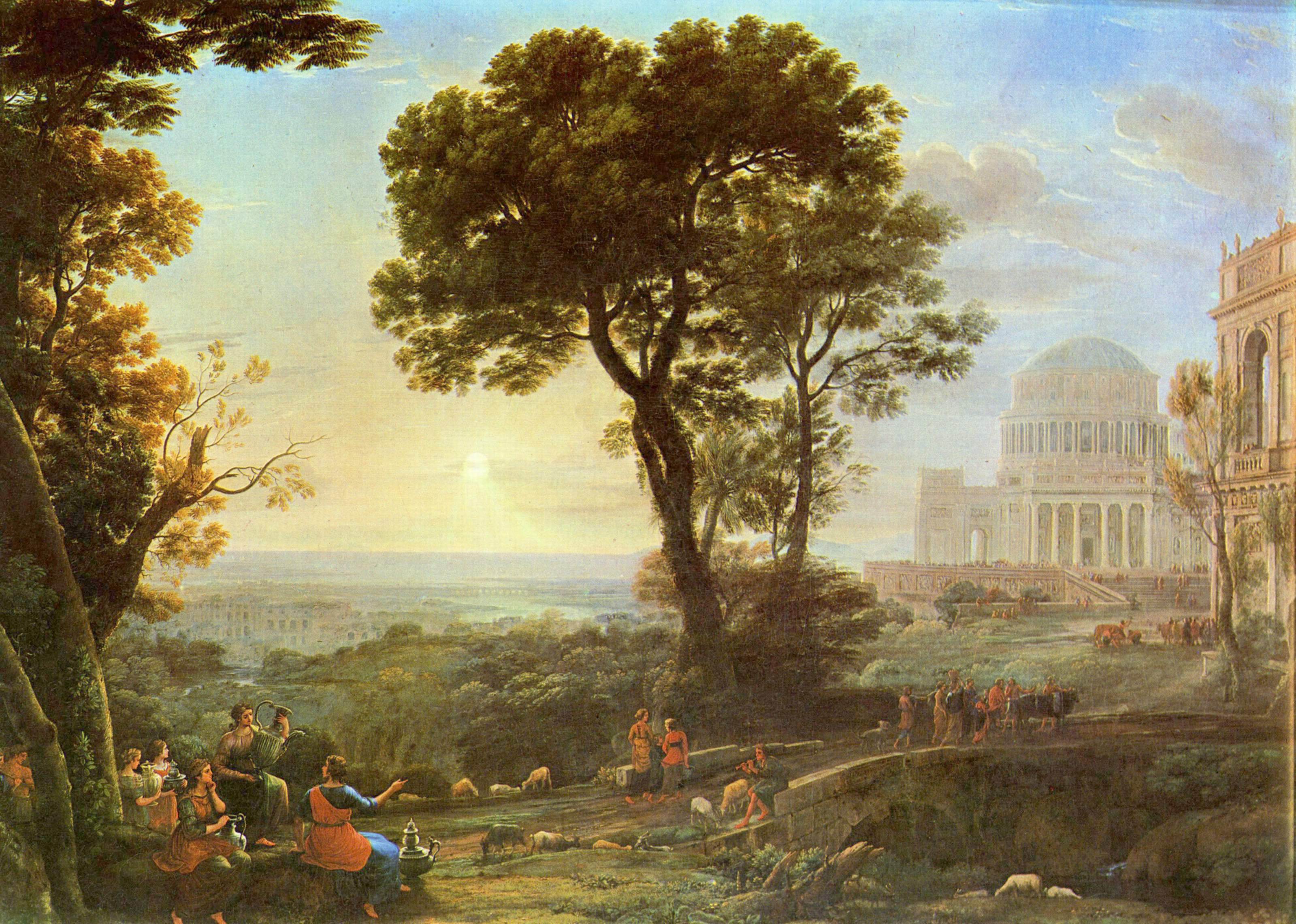
Claude Lorrain: Vedute von Delphi mit einer Opferprozession